# Higher Than Dark Sky
「Higher Than Dark Sky」（ハイアー・ザン・ダーク・スカイ）は2010年7月28日にリリースされたaccessの18thシングル。発売元はDarwin Record。

## 概要
今作より浅倉大介のプライベートレーベルDarwin Recordに移籍し、インディーズへ移行。累計売上は1.7万枚を記録し、オリコン最高位10位を獲得。13thシングル「EDGE」以来8年振りにTOP10入りを果たした。オリコン週間インディーズチャートでは最高位1位を獲得。同年間インディーズチャートでは7位を記録した。A盤とB盤の2形態で発売され、A盤には新曲「アオイナミ」「SOUL DYNAMITE」が、B盤には2009年7月から8月にかけて行われた「access TOUR 2009 -SUMMER STYLE-」で演奏された「SOUL DYNAMITE」「アオイナミ」のライブ音源が、それぞれ収録されている。なお、iTunes StoreではPCスペシャルパッケージ盤として、A盤とB盤の内容を含んだ形で配信されている。

## 収録曲

### A盤
1. Higher Than Dark Sky
作詞：小室みつ子　作曲/編曲：浅倉大介
2. アオイナミ
作詞：井上秋緒　作曲/編曲：浅倉大介
3. SOUL DYNAMITE
作詞：貴水博之　作曲/編曲：浅倉大介

### B盤
1. Higher Than Dark Sky
2. アオイナミ (original live)
3. SOUL DYNAMITE (original live)

### PCスペシャルパッケージ盤
1. Higher Than Dark Sky
2. アオイナミ
3. SOUL DYNAMITE
4. アオイナミ (original live)
5. SOUL DYNAMITE (original live)